# Pahisandra
Pahisandra (lat. Pachysandra), biljni rod iz porodice šimširovki sa ukupno tri vrste vazdazelenih puzećih trajnica i polugrmova.. 
Dvije vrste raširene su po Kini, Tajvanu, Japanu i Ruskom dalekom istoku, i jedna po Sjedinjenim Američkim Državama.

## Vrste
1. Pachysandra axillaris Franch.
2. Pachysandra procumbens Michx.
3. Pachysandra terminalis Siebold & Zucc.